# 스펠라이오그리푸스과
스펠라이오그리푸스과(Spelaeogriphidae)는 낭하상목에 속하는 갑각류과의 하나로 10mm 이상 자라지 않는다. 스펠라이오그리푸스목(Spelaeogriphacea)의 유일한 과이다. 생태학적으로 알려진 사실이 많지 않다.
기록 종은 겨우 4종뿐이며, 모두 지하에 사는 종이다. 3개 속 중에서, 포티코아라속(Potiicoara)은 브라질 마투그로수주의 동굴, 그리고 스펠라이오그리푸스속(Spelaeogriphus)은 남아프리카공화국의 테이블 산의 동굴에서만 발견되고 있으며, 망쿠르투속(Mangkurtu)은 오스트레일리아의 대수층에서 독립적으로 각각 발견된다. 이처럼 널리 멀리 떨어져 분포하는 것은 이 분류군의 초기 기원을 암시하는 것으로, 적어도 2억년 전에 곤드와나 대륙 주변의 테티스 해에서 처음 나타난 것으로 추측하고 있다.
화석종 아카디오카리스 노바스코티카(Acadiocaris novascotica) 또한 스펠라이오그리푸스목에 속하는 것으로 간주하고 있다.

## 하위 분류
- 스펠라이오그리푸스목 (Spelaeogriphacea)
  - 스펠라이오그리푸스과 (Spelaeogriphidae)
    - 망쿠르투속 (Mangkurtu)
      - Mangkurtu kutjarra
      - Mangkurtu mityula

    - 포티코아라속 (Potiicoara)
      - Potiicoara brasiliensis

    - 스펠라이오그리푸스속 (Spelaeogriphus)
      - Spelaeogriphus lepidops